# Centro italiano ricerche aerospaziali
Il Centro Italiano di Ricerche Aerospaziali (CIRA S.C.p.A.) è un organismo di ricerca applicata operante in ambito aeronautico e spaziale, con sede a Capua. Si tratta di un partenariato pubblico-privato, costituito da una società di capitali senza scopo di lucro e a controllo governativo.
La sede del centro è a Capua. Come tutti i centri di ricerca aerospaziali governativi, operanti nei paesi maggiormente industrializzati, il CIRA sviluppa sia ricerche teoriche di respiro internazionale, sia dimostratori per la sperimentazione in condizioni operativamente rilevanti delle tecnologie proposte. Questi ultimi progetti sono realizzati in sinergia con le imprese private nazionali, con l'obiettivo di migliorarne la competitività e di esplorare piani di sviluppo tecnologico di lungo termine non affrontabili esclusivamente con le logiche di profitto di impresa. Attualmente conta circa 370 dipendenti tra tecnologi, ricercatori e personale di supporto.

## Storia
Il CIRA fu fondato nel 1984, nell'ambito del Programma nazionale di ricerca aerospaziale (PRO.R.A.), di cui è soggetto attuatore, grazie ad un protocollo d'intesa firmato da imprese private ed istituzioni pubbliche. Attualmente è ordinato come una società consortile per azioni di diritto italiano ed è regolamentato da leggi dello stato italiano. Presieduto inizialmente da Luigi Gerardo Napolitano, che contribuì fortemente alla sua istituzione, è stato successivamente guidato da diverse alte personalità dell'industria e della ricerca aerospaziale.

## Organizzazione
È una società consortile, i cui principali azionisti sono il Consiglio nazionale delle ricerche e la Regione Campania e le maggiori imprese del settore aeronautico e spaziale operanti in Italia, rappresentate nel consiglio di amministrazione dall'AIAD (Federazione delle aziende italiane per l'aerospazio, la difesa e la sicurezza).
La sede e i laboratori del centro sono situati a circa 50 km a nord di Napoli presso la città di Capua, zona scelta per l'alta concentrazione di aziende aerospaziali e la presenza di ben due università con corsi di ingegneria aerospaziale, la Federico II e la Seconda Università di Napoli.

## Laboratori di ricerca
Il centro si sviluppa su una superficie rettangolare di circa 1 km x 1,5 km, che accoglie, oltre agli uffici del personale, diversi laboratori ad alta tecnologia, alcuni unici al mondo. In questi laboratori (gallerie del vento, impianti di crash) vengono effettuati esperimenti scientifici e prove ad alta tecnologia per la validazione di componenti industriali innovativi, sviluppati anche da imprese private italiane ed estere. Gli impianti sono impiegati anche dalle più importanti agenzie spaziali di tutto il mondo per le prove a terra di componenti che poi verranno lanciati nello spazio.

### Laboratori teorico numerici
Laboratori di questo tipo permettono di condurre analisi teoriche in svariati campi.
È qui che, nelle fasi iniziali, si sviluppa il progetto e se ne valutano, sempre a livello teorico, la fattibilità, i limiti e i pregi. Solo una volta che queste analisi hanno dato esito soddisfacente si passa alla fase successiva della sperimentazione nei laboratori di terra.
I principali campi in cui sono effettuate le analisi sono:
- propulsione spaziale
- aerodinamica
- aerotermodinamica e termostrutture
- adattronica
- strutture avanzate aeronautiche e spaziali
- vibroacustica
- materiali compositi e ceramici
- meccanica ed automazione del volo
- sistemi elettronici di bordo
- telecomunicazioni aeronautiche
- sensori di bordo e applicazioni
- tecnologie software per applicazioni aeronautiche e spaziali
- tecnologie aeronautiche e spaziali per il monitoraggio del territorio e dell'ambiente
- meteorologia

Il laboratorio di calcolo è dotato di alcuni cluster multi-node multiprocessor, il più potente dei quali, denominato Turing, è composto da 42 nodi di calcolo equipaggiati con due CPU Intel E5-2697v4, per un totale di circa 1500 core, ai quali si aggiungono alcune GPU Xeon Phi e Pascal, per una potenza ci calcolo totale di circa 60 TFLOPS; la potenza aggregata complessiva disponibile al CIRA, compresa quella ottenuta dalle GPU, risulta pari a 78 TFlops. Sono previsti potenziamenti del centro di calcolo che porteranno la potenza computazionale a 300 TFlops.

### Laboratori di terra (grandi impianti di sperimentazione)
Di solito la seconda fase di un progetto consiste nello sperimentarne la validità in condizioni ambientali controllate, ottenibili solo all'interno di appositi laboratori a terra.
Qui i progetti sono testati in particolari condizioni, decise di volta in volta in base alle caratteristiche dello stesso.
Molto spesso ciò richiede condizioni estreme a causa dei forti stress di natura differente che, per loro stessa natura, sarebbero difficili da ottenere in un ambiente non artificiale, e, comunque, mai regolabili o gestibili con la stessa facilità e precisione di un laboratorio a terra.
Molti dei laboratori di terra del CIRA sono unici al mondo per dimensione o capacità di impiego e spesso sono utilizzati per progetti di paesi molto sviluppati in campo aerospaziale che, nonostante le proprie capacità e risorse, si affidano al CIRA per effettuare esperimenti inattuabili in altri centri di ricerca.

#### Icing Wind Tunnel (IWT)
Qui sono effettuati gli esperimenti che simulano la bassa temperatura delle quote superiori della troposfera e le condizioni di formazione di ghiaccio sulle superfici portanti degli aeromobili all'interno delle nubi.
L'IWT è ampiamente utilizzato dalle industrie aeronautiche nazionali ed estere per studiare e prevenire i fenomeni di icing sui propri velivoli.

#### Galleria ipersonica al plasma (PWT)
Le gallerie al plasma del CIRA sono state impiegate diverse volte dall'Agenzia spaziale europea (ESA), dalla NASA e all'Agenzia spaziale giapponese (JAXA) per la caratterizzazione dei propri componenti spaziali. A suo tempo l"ESA ne ha finanziato in parte la costruzione.

##### Scirocco
Scirocco è un impianto che appartiene alla classe delle gallerie al plasma (PWT - Plasma Wind Tunnel).
Per certi versi è l'opposto del IWT: qui infatti, come evocato dal nome, si fanno esperimenti ad altissima temperatura e a velocità tipiche di un rientro in atmosfera dallo spazio, piuttosto che di un volo in troposfera.
Scirocco è il PWT più potente al mondo, con un arco elettrico della potenza di 70 MW: il secondo impianto più grande in Europa, appartenente alla stessa classe di funzionamento, dispone di un arco elettrico della potenza di "soli" 3 MW.

##### Ghibli
Ghibli è una struttura dalle stesse caratteristiche di Scirocco ma con una minor potenza installata (2 MW).

#### Pilot Transonic Wind (PT1)
È una galleria del vento per regimi che vanno dal subsonico al supersonico caratterizzata da alta versatilità operativa e costi di gestione relativamente contenuti utilizzata principalmente per effettuare prove aerodinamiche e di acustica. 

#### Laboratorio d'Impatto di Strutture Aerospaziali (LISA)
È il crash test per aeromobili, in cui si valutano le caratteristiche di impatto e di resistenza all'impatto delle strutture degli aeromobili.
Esso è stato utilizzato anche per la simulazione di prove di impatto su suolo marziano.

#### Laboratorio di qualifica spaziale
Permette di validare la resistenza dei componenti elettronici, e dei relativi supporti meccanici, in condizioni ambientali estreme di temperatura, pressione e vibrazione.
Laboratorio di propulsione elettrica spaziale (MSVC)
Consente il test in condizioni di vuoto di propulsori elettrici spaziali di potenza fino a 5 kW. 

### Laboratori di volo
Come già accennato, il CIRA è uno dei pochi centri di ricerca al mondo ad avere dei laboratori di volo che consistono in aeroplani e navette spaziali che permettono di validare, in un ambiente operativamente rilevante, le tecnologie precedentemente elaborate nei laboratori teorico-numerici e sperimentate nei laboratori di terra. I laboratori di volo sono sviluppati in due programmi principali.

#### Programma "Unmanned Aerial Vehicles" (UAV)
Consiste nello sviluppo di tecnologie per velivoli a pilotaggio remoto (APR), sia allo scopo di aumentarne il livello di sicurezza, sia al fine di ampliarne l'autonomia.
In tale ambito il CIRA ha sviluppato principalmente tecnologie di volo autonomo, ad esempio per l'atterraggio e il decollo, per l'evitamento delle collisioni in volo con altri velivoli, per la pianificazione e la ripianificazione al volo della rotta. Le tecnologie sono state testate, come avviene oggi anche in altri centri di ricerca aerospaziali, su un velivolo a pilotaggio opzionale, specificatamente modificato per il volo autonomo a partire da un comune velivolo di aviazione civile. Ancora oggi il CIRA dispone di questa facility sulla quale continua a validare le tecnologie sviluppate.

#### Programma "Unmanned Space Vehicles" (USV)
Programma ambizioso che prevede la creazione di una famiglia di navette spaziali in grado di testare diverse configurazioni di volo soprattutto quelle riguardanti il rientro in atmosfera dallo spazio.
Su questi velivoli sono validate nuovissime tecnologie nel campo dei materiali termo-resistenti, il sistema automatico di volo di cui dispone l'USV e, naturalmente, la particolare configurazione aerodinamica che si verrebbe a creare in un volo ad alto numero di Mach.
Il CIRA ha realizzato fino ad oggi due navette per la sperimentazione, Castore e Polluce, dedicate al volo transonico e basso-supersonico (circa 1.200 km/h). I velivoli sono stati sganciati da pallone stratosferico dalla base di Arbatax in Sardegna. La prima missione è stata eseguita il 24 febbraio 2007 da Castore, la seconda missione, è stata invece effettuata l'11 aprile 2010 da Polluce. L'USV ha raggiunto la velocità di Mach 1.23 e sono state eseguite in modo completamente autonomo e gestite dal computer di bordo complesse manovre con virate e variazioni di assetto, fino all'ammaraggio.
Le tecnologie sviluppate hanno permesso al CIRA di contribuire alla missione dell'Agenzia spaziale europea IXV (Intermediate eXperimental Vehicle), una navetta simile a quelle realizzate dal CIRA, lanciata dal propulsore europeo Vega nel febbraio 2015 dalla base spaziale europea di Kourou. Il rientro in atmosfera è stato eseguito dopo un breve volo orbitale, mantenendo una configurazione di discesa planata.

## Compartecipazioni
Il CIRA è ente associato delle principali reti europee di centri di ricerca governativi in ambito aeronautico e spaziale. In particolare, rappresenta la ricerca italiana nell'EREA (association of European Research Establishments in Aeronautics) e nell'ESRE (association of European Space Research Establishments). Inoltre fa parte di diversi distretti industriali e reti di impresa.
Dal 2005, il CIRA è anche uno dei soci del Centro euro-mediterraneo sui cambiamenti climatici (CMCC), altro centro di eccellenza italiano attivo nell'ambito della climatologia.

## Il CIRA nella panoramica nazionale ed internazionale
Il CIRA dispone di laboratori sia di terra che di volo, la cui sinergia con quelli teorico-numerici, permette di avviare progetti altamente tecnologici e innovativi, sviluppandoli e seguendoli, in alcuni casi, fino alla definizione di un prodotto. Il CIRA sviluppa progetti più applicativi e di più ampie dimensioni rispetto a quelli delle Università, con cui tuttavia mantiene stretti rapporti di collaborazione. Molto spesso le tecnologie sviluppate dal CIRA partono da studi più teorici effettuati proprio dalle Università italiane. Rispetto alle imprese orientate al profitto, il CIRA studia tecnologie che troveranno la loro piena maturità in tempi più lunghi e segue progetti mediamente a più alto rischio di successo tecnologico. A differenza delle imprese, il CIRA diffonde apertamente gran parte dei propri studi, in modo che essi siano accessibili e dunque liberamente riutilizzabili. Il ruolo intermedio tra Università e Industria lo rende spesso l'ideale interlocutore di entrambe e un nodo di raccordo importante tra i due mondi. Il CIRA, per quanto di dimensioni più contenute rispetto ad analoghi centri dei paesi più sviluppati, risulta un'eccellenza in ambito nazionale ed internazionale, anche grazie all'alto livello di competenza e specializzazione del suo personale, i cui meriti tecnici e scientifici trovano riconoscimento anche all'estero.
Il centro è stato scelto come Project Engineer e Design Authority del velivolo sperimentale EFTV (Experimental Flight Test Vehicle) nell'ambito del progetto europeo per lo sviluppo e realizzazione di un dimostratore ipersonico Hexafly.

## Emerografia
- Il Mattino, 6 gennaio 2012, Taxi del cielo, decollano business e turismo.
- Il Mattino, 13 novembre 1997, Due gallerie per le tecnologie del futuro.

## Videografia
- Italia News 24, su YouTube.
- TG3 Regione, su YouTube.
- Video presentazione del USV Castore del CIRA, su streaming.cineca.it.